# Édouard Dessommes
Édouard Dessommes (ur. 17 listopada 1845 w Nowym Orleanie, zm. 1908 w Mandeville) – amerykański pisarz francuskojęzyczny. Brat Georges'a.
Urodził się w Nowym Orleanie. Podążając zwyczajem potomków kolonialnych osadników Luizjany (ang. Louisiana Creoles) wyjechał do Paryża, aby tam pobierać nauki i uchronić się przed następstwami wojny secesyjnej. Studiował medycynę, a następnie rozpoczął publikowanie książek. Był profesorem na Uniwersytecie Tulane, jednak z powodu niepowodzeń twórczych zdecydował się na pustelnicze życie w Mandeville.

## Dzieła
- Femme et Statue (1869)
- Jacques Morel (1870)
- Comptes Rendus (1891)